# Talence
Talence är en kommun i departementet Gironde i regionen Nouvelle-Aquitaine i sydvästra Frankrike. Kommunen ligger i kantonen Talence som tillhör arrondissementet Bordeaux. År 2022 hade Talence 45 869 invånare. Talence ligger nära centrum i storstadsområdet Bordeaux med ca 800 000 invånare. Henrik av Danmark föddes i Talence och Château Haut-Brion, ett av världens mest ansedda vinslott med ett av världens dyraste viner , ligger i kommunen.

## Befolkningsutveckling
Antalet invånare i kommunen Talence
Referens:INSEE

## Utbildning
- École nationale supérieure d'électronique, informatique, télécommunications, mathématiques et mécanique de Bordeaux